# Етамзилат
Етамзилат — це антигеморагічний засіб, який, як вважають, діє шляхом збільшення стійкості в ендотелії капілярів та сприяння адгезії тромбоцитів. Він також пригнічує біосинтез та дію тих простагландинів, які спричиняють дезагрегацію тромбоцитів, розширення судин (вазодилятацію) та підвищену проникність капілярів.

## Механізм дії
Етамзилат — кровоспинний засіб; також сприяє ангіопротекторній та проагрегантній дії. Він стимулює тромбопоез та їх вивільнення з кісткового мозку. Гемостатична дія зумовлена активацією утворення тромбопластину на пошкоджених ділянках дрібних кровоносних судин та зменшенням синтезу PgI2 (простациклін I2); це також полегшує агрегацію і адгезію тромбоцитів, що, нарешті, спричиняє зменшення і зупинку крововиливу.
Точний механізм дії етамзилату невідомий. Показано, що це зменшує час кровотечі та втрату крові від ран. Здається, це стосується підвищеної агрегації тромбоцитів, опосередкованої механізмом, залежним від тромбоксану А2 або простагландину F2a. Це також було пов'язано зі зниженням концентрації 6-оксопростагландину F1a, стабільного метаболіту простацикліну. Простациклін є потужним судинорозширювальним засобом і може брати участь у реперфузії; це також дезагрегатор тромбоцитів. Тоді як самі простагландини можуть відігравати роль у регуляції мозкового кровотоку, етамсилат, здається, не впливає на мозковий кровотік. Вважалося також, що етамзилат стабілізує капіляри, підсилюючи капілярні мембрани шляхом полімеризації гіалуронової кислоти. Етамзилат обмежує капілярну кровотечу завдяки своїй дії на гіалуронову кислоту, і початкові дослідження показали зменшення внутрішньошлуночкових кровотеч. Етамзилат також може впливати на мікроциркуляцію, стимулюючи агрегацію тромбоцитів та звуження судин, а отже, гемостаз. Він також пригнічує ефекти вазодилатації, опосередкованої простагландинами, та збільшення проникності капілярів, зменшуючи тим самим набряк, вторинний до витоку капілярів. Також можливо, що етамзилат зменшить реперфузійні кровотечі в ішемізованих ділянках мозку, запобігаючи вторинним пошкодженням. Інгібуючи вплив простагландинів, етамзилат може чинити ефект, закриваючи відкриту протоку і тим самим збільшуючи мозковий кровотік.

## Показання
Профілактика та контроль геморагій з дрібних кровоносних судин, внутрішньошлуночкові кровотечі новонароджених, капілярні кровотечі різної етіології, включаючи: менорагії та метрорагії без органічної патології, після трансуретральної резекції простати, гематомезису, мелени, гематурії, епістаксису; вторинна кровотеча внаслідок тромбоцитопенії або тромбоцитопатії, гіпокоагуляція, профілактика перивентрикулярних крововиливів у недоношених дітей.

## Протипокази
- Гіперчутливість до етамзилату або до будь-якого іншого інгредієнта препарату (особливо до натрію метабісульфіту)
- БА
- Гостра порфірія
- Підвищене згортання крові; тромбози; тромбоемболії
- Гемобластоз (лімфатична і мієлоїдна лейкемія, остеосаркома) у дітей[1]

## Синоніми

### Торговельні марки
Ai Fen (Jinsili Medicine Industry, China), 
Amsha (Ying Yuan, Taiwan), 
An Di Xin (Topsun Pharmaceutical, China), 
Bloc (Finecure Pharmaceuticals, India), 
Botrostat (Juggat, India), 
Clog (Alobiote, India), 
Clotawin (Bestochem, India),
Clotem (Hiral, India),
Cosklot (Adcock Ingram, India), 
Cotham (Constant, India), 
Culoc (Cubit, India), 
Cyclonamine (Ewopharma, Slovakia; Galena, Bulgaria; Galena, Czech Republic; Galena, Poland; Ying Yuan, Taiwan), 
Cyclonamine 12.5% (Galena, Poland), 
Dicynene (Dr. Reddy's, India), 
Dicynon (Lek, Georgia; Om Pharma, Lebanon), 
Dicynone (Corsa/OM Pharma, Indonesia; French Pharma, Pakistan; Grünenthal, Mexico; ITF - Labomed Farmaceutica, Chile; Lek, Bosnia & Herzegowina; Lek, Lithuania; Lek, Serbia; Leti, Venezuela; Memphis Co., Egypt; Milefar, Uruguay; Minapharm, Egypt; OM, Ecuador; OM, Paraguay; OM, Slovakia; OM Pharma, Bulgaria Om Pharma, Cyprus; Om Pharma, Kuwait; OM Pharma, Oman; Om Pharma, Peru; Om Pharma, Singapore; OM Pharma, Switzerland; OM Portuguesa, Czech Republic; Sandoz, Latvia; Sanofi Aventis, Tunisia; Sanofi-Aventis, Italy; Sanolabor, Slovenia; Vifor, France; Vifor Pharma België, Belgium; Vifor, Luxembourg; Sanofi Winthrop, Bulgaria), 
Elyte (Daksh, India),
Emsy (Dewcare, India),
Eselin (Sifarma, Italy; Svizera, India), 
Eselinate (Ravizza, Egypt), 
Etacynone (Alexandria Co., Egypt), 
Etamsilat Zentiva (Zentiva, Romania), 
Etamsylate (Zdorovie, Georgia), 
Etamzilats (Olainfarm, Lithuania), 
Ethams (Chemech, India), 
Ethasyl (FDC, India), 
Haemostatine (Arab Co., Egypt), 
Haemostop (Amoun, Egypt), 
Hemolate (Micro Nova, India), 
Hemostat (Sigma, Egypt), 
Heng Zhi (Chang Fu Jie Jing Pharm, China), 
Himolan (KAPL, India), 
H-Stat (Psycorem, India), 
Ka Le (Southwest Pharmaceutical, China), 
Late (Vensat, India),
Lizhining (Changzheng-Xinkai Pharmaceutical, China),
Mercilop (Medical Farmac, Paraguay), 
Ni Ji (Zhejiang Kang Ji er Pharmaceutical Co., Ltd, China), 
Quercetol (Siegfried, Colombia), 
Radistat (Radicura, India),
Serostat (Ajanta, India), 
Stadmed Ethacid (Stadmed, India),
Statzy (Zee Lab, India), 
Stich (Pranshu, India), 
Strench (Profic, India), 
Sylate (Emcure, India), 
Temsyl-E (Dewcare, India), 
Tian Yi Shu (Duoburuifei Pharm, China), 
Wincynon (Winston, Taiwan),
Xun Di (Tongyong Kangli Pharm, China),
Zhuo Xun (Changlian Laifu Biochemical Pharmaceutical, China),
Zylate (Zota, India)
Комбіновані препарати: 
Axamef (Етамзилат + Транексамова кислота; Andic, India), 
Bloc-T (Етамзилат + Транексамова кислота; Finecure Pharmaceuticals, India), 
Clog-T (Етамзилат + Транексамова кислота; Alobiote, India),
Clotawin-T (Етамзилат + Tranexamic Acid; Bestochem, India), 
Clotem plus (Етамзилат + Транексамова кислота; Hiral, India), 
Cosklot Plus (Етамзилат + Транексамова кислота; Adcock Ingram, India), 
Etm-T (Етамзилат + Транексамова кислота; Acekinetic, India), 
Etosys (Етамзилат + Транексамова кислота; Systopic, India), 
Fetran-ES (Етамзилат + Транексамова кислота; Forgo, India), 
Hamodam-E (Етамзилат + Транексамова кислота; Haledew, India), 
Klotinex (Етамзилат + Транексамова кислота; Blubell, India), 
Menostat (Етамзилат + Транексамова кислота; East West, India), 
Nexafen-E (Етамзилат + Транексамова кислота; Iva Oracion Biotech, India), 
Reotran-ES (Етамзилат + Транексамова кислота; Rishab, India), 
Sylate-M (Етамзилат + Mefenamic Acid; Emcure, India), 
Sylate-T (Етамзилат + Транексамова кислота; Emcure, India),
Temsy-E (Етамзилат + Транексамова кислота; Dewcare, India), 
Temsyl (Етамзилат + Транексамова кислота; Dewcare, India), 
Tralate (Етамзилат + Транексамова кислота; Accilex, India), 
Trapic E (Етамзилат + Транексамова кислота; Sun, India)
Hemoced (Ветеринарія, MSD Santé Animale Intervet, France)

### Дженерики
Etamsilato, Etamsylate, Étamsylate, Ethamsylate, Ciclonamina, E 141, Etamsylat, Etamsylate, Etamsylatum